# گروشنیتسا
گروشنیتسا (به صربی: Grošnica) یک منطقهٔ مسکونی در صربستان است که در Stanovo واقع شده‌است. گروشنیتسا ۱٬۲۸۰ نفر جمعیت دارد.